# جون باکرو
جون باکرو (انگلیسی: Jon Bakero؛ زادهٔ ۱۶ ژوئیهٔ ۱۹۷۱) بازیکن فوتبال اهل اسپانیا است که بازنشسته می‌باشد. وی برادر بازیکنان سابق خوزه ماری باکرو، سانتیاگو باکرو و فلیکس باکرو می‌باشد.